# 国鉄タキ18300形貨車
国鉄タキ18300形貨車（こくてつタキ18300がたかしゃ）は、かつて日本国有鉄道（国鉄）及び1987年（昭和62年）4月の国鉄分割民営化後は日本貨物鉄道（JR貨物）に在籍した私有貨車（タンク車）である。

## 概要
本形式は、液体ポリ塩化アルミニウム専用の35t 積タンク車として1970年（昭和45年）2月10日から1979年（昭和54年）2月22日にかけて8両（コタキ18300 - コタキ18307）が、日本車輌製造1社のみで製作された。
記号番号表記は特殊標記符号「コ」（全長 12 m 以下）を前置し「コタキ」と標記する。
液体ポリ塩化アルミニウムを専用種別とする形式には、本形式の他には例がなく唯一の存在であった。
落成時の所有者は、北海道曹達、ソーダ商事の2社であった。1979年（昭和54年）4月1日にソーダ商事がソーダニッカへ社名変更した。
1979年（昭和54年）10月に制定された化成品分類番号では、98（有害性物質、腐食性のあるもの）が標記された。
耐候性高張力鋼製のタンク体内面にゴムライニングを施し、厚さ50mmのグラスウール断熱材を巻き、薄鋼板製のキセ（外板）が設置された。
荷役方式はタンク上部にあるマンホールからの上入れ、加圧空気使用による液出管からの上出し式である。
車体色は黒色、寸法関係は全長は10,800mm、全幅は2,605mm、全高は3,772mm、台車中心間距離は7,000mm、自重は14.3t、換算両数は積車5.0、空車1.6であり、台車はコタキ18300がベッテンドルフ式のTR41C、コタキ18301 ,コタキ18302は平軸受・コイルばね式のTR41E-13、コタキ18303以降はコロ軸受・コイルばね式のTR225である。
1987年（昭和62年）4月の国鉄分割民営化時には全車がJR貨物に継承され、1995年（平成7年）度末時点では6両（コタキ18300 ,コタキ18303 - コタキ18307）が現存していたが、1999年（平成11年）4月に最後まで在籍した1両（コタキ18306）が廃車となり同時に形式消滅となった。

### 年度別製造数
各年度による製造会社と両数は次のとおりである。（所有者は落成時の社名）
- 昭和44年度 - 1両
  - 日本車輌製造 1両 北海道曹達（コタキ18300）
- 昭和50年度 - 2両
  - 日本車輌製造 2両 ソーダ商事（コタキ18301 ,コタキ18302）
- 昭和53年度 - 5両
  - 日本車輌製造 5両 ソーダ商事（コタキ18303 - コタキ18307）